# Married... with Children
Married... with Children (Matrimonio con hijos y Casados con hijos en Hispanoamérica y España) es una comedia de situaciones que se emitió por primera vez en Estados Unidos el 5 de abril de 1987, por Fox, y adaptada en varias partes del mundo gracias a su éxito. Actualmente la serie está disponible en Pluto TV.

## Versión original
Married with Children (doblada para España, Uruguay, México, Perú, Chile y Ecuador como Matrimonio con hijos y para Argentina, Paraguay, Colombia y Venezuela como Casados con hijos) es una comedia de situaciones estadounidense emitida originalmente por la cadena Fox durante 10 años y con un total de 264 episodios, lo cual la convirtió en la serie de mayor duración del canal por detrás de Los Simpson.
La serie describe la vida de los Bundy, una familia disfuncional que vive en Chicago, Illinois, conformada por Al (Ed O'Neill), Peggy (Katey Sagal), Kelly (Christina Applegate), Bud (David Faustino) y Buck (llamado Devorador en la versión peruana y mexicana, Fénix en la colombiana, y Fatiga en la argentina), su perro. En ella se reflejaba la típica familia estadounidense de los años 80: un marido (Al) al que poco le importaba su familia y añora sus años en la secundaria, cuando era un héroe del fútbol americano; su esposa (Peggy), una impulsiva compradora y frustrada sexual; la hija (Kelly), que era el estereotipo de la «rubia bella y tonta»; y el hijo (Bud), un perdedor que busca ser atractivo para el sexo opuesto. Posteriormente se unirían a la familia Seven (un hijo adoptivo) y Lucky (el perro que reemplazó a Buck después de su muerte).
Además están los vecinos: Marcy Rhoades (Marcy D´Arcy luego de separarse de Steve) (Amanda Bearse), casada en primera instancia con Steve Rhoades (David Garrison), un hombre trabajador y honesto esporádicamente corrompido por su vecino Al. Steve deja a Marcy y luego ella se casa con Jefferson D´Arcy (Ted McGinley) un fanático de Play Boy que no trabaja y pasa todo su tiempo en casa sin hacer nada o con Al y el grupo «antifeminista» NO MA'AM (National Organization of Men Against Amazonian Masterhood).
La serie alcanzó su mayor éxito luego de la polémica llamada «El boicot Rakolta». Esto ocurrió en 1989, cuando una ama de casa de Bloomfield Hills, Míchigan llamada Terry Rakolta organizó una cruzada masiva contra el programa luego de ver el sexto episodio de la serie titulado «Her Cups Runneth Over», en el cual dijo ver imágenes ofensivas para el horario en que se emitía. Al principio logró que auspiciantes se retiraran del programa además la cancelación de la emisión de un episodio, pero gracias a eso aumentó la audiencia de la serie, debido al alto número de curiosos que decidieron verlo motivados por la polémica. Dice la leyenda que los creadores de la serie, Ron Leavitt y Michael G. Moye, envían cada Navidad a Rakolta, una canasta de frutas, junto a una nota que dice: «Gracias».

## Reparto y doblaje
| Personaje            | Actor original (EE. UU.) | Actor de voz (España)                                | Actor de voz (Hispanoamérica)         |
| -------------------- | ------------------------ | ---------------------------------------------------- | ------------------------------------- |
| Al Bundy             | Ed O'Neill               | Alfonso Vallés                                       | Humberto Vélez                        |
| Peggy Bundy          | Katey Sagal              | Silvia Castelló                                      | Ada Morales                           |
| Kelly Bundy          | Christina Applegate      | María Luisa Rosselló                                 | Mónica Estrada                        |
| Bud Bundy            | David Faustino           | José Luis Mediavilla Carmen Capdet (niño)            | Sergio Bonilla                        |
| Marcy Rhoades/D'Arcy | Amanda Bearse            | Aurora Ferrándiz                                     | Mónica Manjárrez                      |
| Steve Rhoades        | David Garrison           | Paco Gásquez / Javier Roldán / Enric Isasi-Isasmendi | Carlos Íñigo / Octavio Rojas          |
| Jefferson Darcy      | Ted McGinley             | Eduardo Elías                                        | José Luis Orozco / Alejandro Illescas |

## Personajes

### La familia Bundy
- Al Bundy (Ed O'Neill): el patriarca de la familia Bundy. Antes fue un jugador prometedor de fútbol americano en su escuela. Cuando conoció a Peggy, su esposa, lo perdió todo: se rompió la pierna, perdió la beca para pagar su carrera en la facultad y tuvo que casarse a la fuerza con ella. Ahora es una persona muy quejumbrosa y detesta su vida, ya que se convirtió en un vendedor de zapatos para mujeres, casi siempre para mujeres obesas. El tema principal de la serie es el fracaso de Al, el odio a su esposa, y la nostalgia por su gloriosa juventud.

- Margaret Peggy Bundy (Katey Sagal): la esposa de Al y madre de la familia Bundy. Desde que se casó con Al, se detestan mutuamente. Se divierte un poco con sus hijos cuando molestan a Al o cuando compran con su dinero a sus espaldas. A diferencia de toda ama de casa, es caracterizada como una madre perezosa, no sabe hacer las tareas de la casa como limpiar o cocinar e ignora las necesidades de su familia. Casi siempre está en el sofá comiendo bombones, fumando, viendo la televisión o gastando el poco dinero que Al gana. Ella siempre intenta hacer el amor —en vano— con Al, a pesar del débil desempeño de su marido en la cama.

- Kelly Bundy (Christina Applegate): la primogénita de los Bundy y el estereotipo de rubia tonta. Fue inteligente en su infancia, pero debido a un accidente de auto, perdió su inteligencia. Kelly se siente atraída por hombres rebeldes (a veces criminales). Con el paso de los años, se va volviendo más inteligente y consigue una carrera como actriz (con ayuda de su hermano Bud como agente, quien gana el 75 % de beneficios).

- Budrick Franklin «Bud» Bundy (David Faustino): el segundo hijo de la familia. Cree ser apuesto y atractivo, pues lamentablemente demuestra que no lo es, ya que siempre es rechazado por las mujeres. Inventó distintos alter ego para evitar dichos rechazos, como, por ejemplo, el rapero Grandmaster B, aunque es ridiculizado por su familia. De hecho, el actor David Faustino hizo participaciones especiales en discos de rap y es gerente de un club nocturno. A pesar de todo, Bud tiene un buen desempeño académico, lo que lo llevó a ser el primer Bundy, de toda su familia, en entrar en la universidad.

- Buck (Devorador en Hispanoamérica, doblado por Cheech Marin): el primer perro de la familia. Fue doblado en algunas escenas, para mostrar lo que realmente piensa (casi siempre amargo o sarcástico). El personaje murió durante la serie, ya que el actor que lo interpretaba, un pastor de Brie de 10 años de edad, ya estaba muy viejo para actuar.

- Lucky (Suertudo en Hispanoamérica, doblado por Kim Weiskopf): el segundo perro de la familia, que compraron los Bundy después de la muerte de Devorador. Suertudo, un cocker spaniel inglés, es en realidad la reencarnación de Devorador. El actor de voz de Suertudo, Kim Weiskopf, es uno de los escritores del programa.

- Seven: hijo de Zemus (Bob Goldthwait) y Ida Mae (Linda Blair), excéntricos primos de Peggy. Viajan a Chicago para pasar unos días con los Bundy. En el transcurso de la serie, se revela que él es adoptado. El personaje eran tan impopular que desapareció del programa sin razón aparente unos episodios después. Pero en capítulos posteriores apareció su rostro en una caja de leche, como aviso de «niño extraviado».

### Vecinos
- Marcy Rhoades (D'Arcy en su segundo matrimonio, interpretada por Amanda Bearse): la empleada de banca Marcy es la vecina de al lado de los Bundy. Es la mejor amiga de Peggy y némesis de Al. Odia al resto de la familia, principalmente Al. Una broma recurrente de la serie es cuando Al siempre la compara con una gallina o un chico adolescente, debido a su apariencia poco femenina.

- Steve Rhoades (David Garrison): primer marido de Marcy y también bancario. Con el paso de las temporadas, se ha ido amistando con los Bundy, especialmente con Al. En la mitad de la cuarta temporada, el actor David Garrison quiso dedicarse al teatro, por ello, abandonó la serie. En un último episodio grabado con él, se le ve a Steve con un estilo de vida mejor e interesado en la naturaleza, vivir en el aire libre (un interés del actor en la vida real). Después de su desaparición, se explica por qué abandonó a Marcy. Aparte de estar harto de tener que vivir al lado de su esposa, se fue a trabajar como un guardabosques del parque nacional de Yosemite. David Garrison hizo apariciones especiales más tarde en el programa.

- Jefferson D'Arcy (Ted McGinley): el segundo marido de Marcy. Se casó con ella por dinero. Es el equivalente masculino de Peggy, egocéntrico y perezoso. Es un amigo muy cercano a Al. Se sabe en algunos episodios que él antes fue agente de la CIA y guardia nacional estadounidense. El actor Ted McGinley ya había participado una vez antes en la serie como el marido de Peggy en un episodio que parodiaba la película It's a Wonderful Life.

## Adaptaciones en el mundo

### Alemania[2]
Entre marzo y diciembre de 1993, la cadena de televisión alemana RTL emitió la primera adaptación a nivel mundial de la serie estadounidense. Se llamó, en su idioma original Hilfe, meine Familie Spinnt. Fue emitida en horario central, alcanzando el doble de audiencia de la serie original. Sin embargo, no fue suficiente para continuar al aire y se canceló después de ser emitidos 26 episodios. El motivo del poco éxito es que se tradujeron los libretos exactamente de la serie original, con chistes y referencias a costumbres de los Estados Unidos, que no eran comprensibles para los televidentes alemanes. Únicamente se renombraron lugares y personas, correspondientes a Alemania.

### Argentina
Es la quinta adaptación, a nivel mundial y tercera en Latinoamérica, de la serie original. Trata sobre la historia de una familia de clase media (los Argento) que todos los días tienen aventuras diferentes. Pepe Argento (Guillermo Francella), es el sostén de la familia, con un trabajo en una pequeña zapatería, que deja poca paga, además de que debe lidiar con sus obesas e insoportables clientas. Mónica "Moni" Argento (Florencia Peña), quien en vez de cocinar o limpiar, pasa el día, como su marido suele decir "con su culo hundido en el sofá mirando la novela", y es con quien Pepe tuvo que casarse, por la fuerza, al saber que estaba embarazada, lo que le arruinó su carrera de futbolista cuando se encontraba a punto de debutar en Primera División del Racing Club de Avellaneda del cual es hincha. Tienen 2 hijos: Coqui (Darío Lopilato), de 17 años, quien es rechazado por todas las mujeres, pero aun así intenta conquistarlas; y Paola (Luisana Lopilato), de 18 años, quien tiene la inteligencia de una niña de 4 años, pero suele tener relaciones sexuales con 3 o 4 chicos por día, lo que su padre ignora, y la tiene como «la luz de sus ojos». También están sus vecinos: Dardo Fuseneco (Marcelo de Bellis) y María Elena Fuseneco (Érica Rivas). Ambos son exitosos, aunque Dardo es más una "marioneta" que teme a su mujer, aunque a veces es influenciado por Pepe, su mejor amigo, para levantarse contra las mujeres. María Elena, en cambio, es feminista y a veces delirante, odia y siempre se enfrenta a Pepe, pero es la mejor amiga de Mónica (aunque suele presumir de su perfecto matrimonio).
La acomodación de los libros a la esencia propia nacional, permitió que el envío logre uno de los puntos indispensables a la hora del éxito: la identificación. Pese a que el grotesco aparecía notoriamente, las bases estaban sentadas en la típica familia de clase media. Un matrimonio que no funciona, pero que se ama, y dos hijos de diferente género que, como sucede en cualquier hogar, no se llevan de las mil maravillas.
En un horario acorde a ese estrato social, "Casados con Hijos" se repuso durante los inicios de 2006, en la franja reconocida en la jerga televisiva como el prime time. Inmediatamente las mediciones de audiencia colapsaron la pantalla. El fracaso se transformó en éxito y la idea de guardarlo bajo siete llaves -no por miedo a ser hurtado, sino para que ni se asome por las salas de proyección de la emisora- viró hacia una segunda temporada.
En enero de 2005 comenzaron las grabaciones y el 12 de abril salió a la luz por la pantalla de Telefe con una índice de audiencia de 28,9 en su primer capítulo y la más baja fue de 7,7.
La primera temporada, de 137 capítulos (incluido el último, con un especial de Navidad), duró desde el 12 de abril hasta el 23 de diciembre de 2005 en diferentes horarios (23:00, 22:30, 20:00, 21:00).
Luego de que la serie acabara en diciembre, Telefe siguió exhibiendo los capítulos ya emitidos, con una gran medición de índice de audiencia, lo que obligó a la televisora a realizar la segunda temporada, de 75 capítulos (incluido el último, con un especial del "día de los inocentes"), titulada Casados con hijos 2, también llamado publicitariamente Casa2 con hijos que salió a la luz el 14 de agosto de 2006 a las 21:30.
En 2019 se volvió a reemitir todas las noches a las 21:00 por canal 4 de Montevideo.

### Brasil[3]
Es la tercera adaptación, a nivel mundial y primera en Latinoamérica. Denominada en portugués como A Guerra Dos Pintos. Producida y emitida por Rede Bandeirantes, en asociación con Sony Pictures Television. Se produjeron 52 episodios, pero debido al fracaso de esta adaptación, sólo se emitieron 22 episodios. Transmitida en 1999.

### Bulgaria[4]
Décima adaptación mundial. Denominada en búlgaro Женени с деца в България, en español Casados con hijos en Bulgaria. Transmitida y producida por Nova TV, entre el 26 de marzo de 2012 hasta el 14 de mayo de 2012. Sólo tuvo una duración de 16 episodios

### Chile
Denominada Casado con hijos. Es la séptima adaptación a nivel mundial y cuarta en Latinoamérica, de la serie original; producida por Roos Film y transmitida por Mega de lunes a viernes a las 19:45, 21:30 y 1:00, reemplazando a La Nanny desde fines de 2006, convirtiéndose en un éxito rotundo hasta su fin, el miércoles 15 de octubre de 2008.
La serie cuenta la historia de los "Larraín-Gómez", una particular familia chilena de clase media. Alberto "Tito" Larraín (Fernando Larraín) es el sostenedor económico de la familia gracias a su empleo en una tienda de zapatos de un mall del centro de Santiago (Galería Imperio). Su pasatiempo es ver partidos de fútbol en televisión sentado en un sofá; es hincha de la Unión Española, y fue un gran jugador de este equipo antes de conocer a su mujer. Su familia se fue al extranjero luego de la crisis económica de 1982.
María Eugenia Gómez, más conocida como Quena -Gómez- de Larraín (Javiera Contador), es su mujer y "dueña de casa". Su familia es de Coihueco, un pueblo ubicado cerca de Chillán. Es dueña de casa «entre comillas», debido a que se dedica todo el día a ver telenovelas o películas y salir de compras en vez de limpiar o cocinar. La pareja durante sus 19 años de casados han tenido dos hijos: Ignacio Rufino "Nacho" (Fernando Godoy), un joven de 15 años, mimado por su madre y obsesionado con tener novia; y María Fernanda "Titi" (Dayana Amigo), una chica de 18 años, con la inteligencia de una chica de 6 años y la capacidad de lectura de una de 4 años, pero atractiva. A diferencia de la edición original, la familia tiene un loro y un perro llamado Campeón.
Sus vecinos, Marcia Durán (Carmen Gloria Bresky) y Pablo Pinto (Marcial Tagle), son una pareja recién casada; ella es una joven feminista y correcta, mientras él es un tipo sumiso y respetuoso, como lo era Steve en la serie original.
Ante la arremetida de la competencia y sus nuevas teleseries, desde el 2 de octubre se emite Casado con hijos 2, donde los personajes lucen importantes cambios de apariencia. Tito luce un peinado más desordenado; Marcia aparece con mechones de color rojo y un aumento de busto; Pablo vuelve más audaz, atrevido (como fue Jefferson en la serie original) y con acento español, luego de un viaje a Ibiza; Titi y Nacho algo más rubios, mientras que Quena lo está totalmente, pero con las raíces de color negro.
En marzo de 2007 se estrenó Casado con hijos 3, donde se ven varios cambios con respecto a la anterior edición. La zapatería de Tito se cambia a un mall de Santiago, y este gana 70 mil pesos más. Por esta razón a los Larraín se les arregla la vida. Además dejaron de tener un loro como mascota y ahora tienen un perro llamado Campeón (esto pasa porque Paco se muere y a Quena le venden un quiltro como perro de raza). Los vecinos Pablo y Marcia se cambian al barrio acomodado de La Dehesa, aunque Pablo siempre va a la casa de los Larraín. Tienen una nueva vecina extrovertida llamada Norma (Renata Bravo) que al final de la temporada, "Titi" casi la mata con un quita esmalte que tenía dentro de un vaso y ella confunde con una bebida.
Esta temporada tuvo a importantes personajes invitados, como la modelo María Eugenia Larraín, interpretandose a sí misma, así como algunos integrantes de los programas CQC y Mira Quién Habla.
El 10 de marzo de 2023, fue estrenada una cuarta temporada, quince años después del último episodio.

### Colombia[6]
También llamada Casados con hijos, como la versión chilena. Es la cuarta adaptación a nivel mundial y segunda en Latinoamérica, de la serie original. Producida y emitida por Caracol Televisión , en asociación con Sony Pictures Television entre 2004 y 2006. Con una duración de 127 episodios. Esta adaptación mantuvo los libretos de la serie original, haciendo las respectivas adaptaciones a la idiosincrasia colombiana, pero conservando la esencia de los mismos. Adicionalmente en el acuerdo, se debían también mantener el mismo diseño de las locaciones, de la serie original.
Protagonizada por Santiago Rodríguez, Lorna Cepeda, María Isabel Henao, Carlos Camacho, Iván González, Miguel González y Lina Luna.

### Croacia[7]
Es la novena adaptación. Nombrada Bračne vode y transmitida desde septiembre de 2008 hasta noviembre de 2009 por Nova TV, con una duración de 26 episodios.

### Gran Bretaña
Llamada Married for Life. Es la segunda adaptación de la serie original. Emitida entre el 5 y 16 de marzo de 1996 por el canal Central Television, y producida en asociación con Columbia Pictures Television. Tuvo una duración únicamente de 7 episodios.

### España[9]
Denominada Matrimonio con hijos. Es la sexta adaptación de la serie original. Producida por Sony Pictures Television y emitido por Canal Cuatro entre 2006 y 2007. Dirigida por Ricardo Álvarez Solla, y con guion de Pedro García Ríos, Sonia Gómez, Jordi Arencón y Ramón Paso. Es protagonizada por Ginés García Millán, Lilian Caro, Elena de Frutos, Daniel Retuerta, Roser Pujol y Alberto Lozano.
Tuvo una duración de 58 episodios y una sola temporada.

### Rusia[10]
Denominada en ruso Сча́стливы вме́сте – Schastlivy Vmeste, o en romanización Felices Juntos. Es la sexta adaptación a nivel mundial de la serie original. Producida por Sony Pictures Television y emitida por el canal ruso TNT, entre el año 2006 y 2013. Con una duración de 365 episodios, durante seis temporadas.

## Premios
- 1990: Globos de Oro: Nominada a Mejor serie comedia y actriz (Katey Sagal)[11]
- 1991: Globos de oro: Nominada Mejor actor y actriz en serie de TV - Comedia o musical[12]
- 1992: Globos de oro: Nominada Mejor actor y actriz en serie de TV - Comedia o musical[13]
- 1993: Globos de oro: Nominada Mejor actriz en serie de TV - Comedia o musical (Sagal)[14]